# Cahan (gmina Krume)
Cahan – wieś położona w północnej części Albanii w gminie Krume. Wieś znajduje się 111 kilometrów od stolicy państwa, Tirany.

## Demografia
Według spisu ludności z 1989 roku we wsi Cahan mieszkało 291 mieszkańców.